# Mitaka
Mitaka（ミタカ）とは、仮想宇宙空間シミュレーションソフトウェアである。

## 概要
元々日本の国立天文台の4次元デジタル宇宙プロジェクトが、同天文台内にある立体的に宇宙空間を見ることができる映画館用として開発したソフトウェアであった。しかし2005年2月1日に、一般向けに同プロジェクトの公式ウェブサイトで公開される。その後2007年5月11日にはソースコードも公開され、オープンソースソフトウェアとなった。2020年2月22日に公開されたバージョン 1.6.0より実装されたコマンド実行機能により、ユーザーによる様々なカスタマイズが可能となった。
現在開発は、元・国立天文台4次元デジタル宇宙プロジェクト所属の加藤恒彦（現・国立天文台所属）が、個人として行っており、「Mitaka++」として彼個人のサイトで公開されている。また国立天文台4次元デジタル宇宙プロジェクトの公式サイトでも「Mitaka++」のバージョンアップを反映する形で、「MItaka」と言う名称でバージョンアップしたものが公開されている。
「Mitaka++」の他に、派生版として機能拡張やmacOS版でも利用できるようにした「Mitaka Plus」や、有償版の「Mitaka Pro」と言うソフトウェアもある。この2つは、いずれも元・国立天文台4次元デジタル宇宙プロジェクト所属の高幣俊之（現・独立行政法人理化学研究所所属）が、個人で開発・公開を行っている。

## 名称の由来
開発者達が「日本で作成されたソフトウェアである」と言う意味を込めて和名にしたかったため、話し合いの結果、ソフトウェアが国立天文台"三鷹（みたか）"キャンパスで作られたことから、その地名を取って「Mitaka」と付けられた。

## 機能
宇宙空間を様々な角度や時間軸を変えて見ることができる他、惑星の指定した地点に降りてそこからの空の眺めを表示したり、実際打ち上げられた惑星探査機の航路を表示させたりすることができる。また地球と火星の地形データを表示させることもできる。

## 歴史
- 2003年6月 - 国立天文台の4次元デジタル宇宙シアターで一般公開
- 2005年
  - 2月1日 - ベータ版公開
  - 7月16日 - 日本科学未来館で上映開始
- 2006年
  - 7月20日 - つくばエキスポセンターで上映開始
  - 11月25日 - 地球と火星に関する地形のデータ公開
- 2007年
  - 4月28日 - 国立天文台の"4D2U立体ドームシアター"での一般公開開始
  - 5月11日 - 正式版公開。ソースコードも公開
  - 9月2日 - 開発が加藤恒彦に移行。以後"Mitaka++"のバージョンアップをそのまま反映
  - 12月21日 - 「2007年 窓の杜大賞」銀賞受賞[4]
- 2020年
  - 2月20日 - バージョン 1.6.0 公開。コマンド実行機能搭載。
  - 7月8日 - 開発者の加藤恒彦ほか4D2Uプロジェクトの3名が令和2年度「文部科学大臣表彰 科学技術賞（理解増進部門）」を受賞[5]

## バージョン
| バージョン No.       | リリース日     | 備考 |
| -------------------- | -------------- | --- |
| 1.0β                 | 2005年2月1日   | 公開開始 |
| 1.0β2                | 2005年2月16日  | |
| 1.0β3                | 2005年2月22日  | |
| 1.0β4                | 2005年10月13日 | |
| 1.0β5                | 2006年7月20日  | |
| 1.0β6                | 2006年11月25日 | |
| 1.0                  | 2007年5月11日  | 正式版、ソースコード公開 |
| 1.0.1                | 2007年9月2日   | 開発が加藤恒彦に移行、以後"Mitaka++"のバージョンアップをそのまま反映                                                                           |
| 1.1.0                | 2007年10月9日  | |
| 1.2.0                | 2008年5月26日  | |
| 1.2.0a               | 2010年8月25日  | 実行ファイルはver.1.2.0と同じ |
| 1.2.0b               | 2010年12月28日 | 実行ファイルはver.1.2.0と同じ |
| 1.2.1                | 2012年6月24日  | |
| 1.2.1a               | 2012年6月30日  | |
| 1.2.2                | 2014年12月16日 | |
| 1.2.2a               | 2015年1月29日  | |
| 1.2.2b               | 2015年2月13日  | |
| 1.2.3                | 2015年3月10日  | |
| 1.2.3a               | 2015年3月16日  | |
| 1.2.4                | 2015年6月12日  | |
| 1.2.4a               | 2015年6月24日  | |
| 1.2.5                | 2015年7月29日  | |
| 1.3.0                | 2015年11月24日 | 表示言語にフランス語を追加、はやぶさ2や金星探査機あかつきの軌道モデルを追加                                                                    |
| 1.3.0a               | 2015年12月16日 | バグの修正 |
| 1.3.1                | 2016年3月4日   | 表示言語にスペイン語を追加、地上での日食・月食の再現に対応                                                                                     |
| 1.3.2                | 2016年7月1日   | 表示言語にイタリア語、インドネシア語、ポルトガル語、タイ語を追加、木星探査機ジュノーやケプラー宇宙望遠鏡の軌道とモデルを追加                   |
| 1.4.0                | 2017年7月6日   | 土星探査機カッシーニの軌道や探査機モデルを更新、位置天文観測機ガイアの軌道とモデルの追加                                                       |
| 1.4.1                | 2017年9月1日   | 表示言語に中国語（簡体字・繁体字）を追加 |
| Mitaka for VR 1.4.1  | 2017年9月1日   | バーチャルリアリティ対応版を公開 |
| 1.4.1a               | 2017年9月8日   | バグの修正 |
| Mitaka for VR 1.4.1a | 2017年9月8日   | バグの修正 |
| 1.4.2                | 2017年10月27日 | Mitakaが64ビットアプリケーションへ変更 |
| Mitaka for VR 1.4.2  | 2017年10月27日 | Mitakaが64ビットアプリケーションへ変更 |
| 1.4.3                | 2018年3月1日   | 星座絵を追加 |
| 1.4.3a               | 2018年3月9日   | バグの修正 |
| Mitaka for VR 1.4.3a | 2018年4月25日  | |
| 1.5.0                | 2018年7月6日   | 天の川画像を新たに作成 |
| Mitaka for VR 1.5.0  | 2018年7月6日   | 天の川画像を新たに作成 |
| 1.5.1                | 2019年1月24日  | 長期間にわたる惑星などの位置や地球の自転の計算精度が向上、小惑星リュウグウの立体形状モデルの搭載                                               |
| Mitaka for VR 1.5.1  | 2019年1月24日  | 長期間にわたる惑星などの位置や地球の自転の計算精度が向上、小惑星リュウグウの立体形状モデルの搭載                                               |
| 1.6.0                | 2020年2月20日  | コマンド実行機能の実装 |
| 1.6.0a               | 2020年3月16日  | データのクレジット表記や4D2Uのロゴの表示が可能に                                                                                               |
| 1.6.0b               | 2020年5月1日   | バグの修正 |
| 1.7.0                | 2021年6月4日   | 「アステリズム」表示機能、「正距円筒図法」での投影機能の実装。コマンド実行機能、字幕表示機能、情報ウィンドウ機能の強化。その他、バグの修正など |
| 1.7.0a               | 2021年7月1日   | バグの修正 |
| 1.7.1                | 2021年7月29日  | プラネタリウムモードでの表示機能の強化 |
| 1.7.1a               | 2021年8月17日  | バグの修正 |
| 1.7.1b               | 2021年11月5日  | プラネタリウムモードでの表示機能の強化。バグの修正                                                                                             |
| 1.7.2                | 2022年1月18日  | 恒星間天体としてオウムアムアとボリソフ彗星を追加など。                                                                                         |

## 関連書籍
- 『パソコンで巡る137億光年の旅～宇宙旅行シミュレーション』国立天文台4次元デジタル宇宙プロジェクト/監修、平松裕子/編（インプレスジャパン、2007年8月）
- 『パソコンで3D宇宙ツアー』阿久津良和、永田一八、澤村徹/著（毎日コミュニケーションズ、2007年12月）